# Смолянка (Тернопільський район)
Смоля́нка — село в Україні, у Великогаївській сільській громаді Тернопільського району Тернопільської області. До 2015 року підпорядковувалося Скоморохівській сільській раді. Від вересня 2015 року ввійшло у склад Великогаївської сільської громади. Розташоване на річці Гнізна в центрі району.   

## Історія
Діяли українські товариства «Просвіта», «Рідна школа» та інші.
Власником маєтку в селі наприкінці ХІХ століття був граф Владислав Баворовський.
1 серпня 1934 року в рамках реформи на підставі нового закону про самоуправління (23 березня 1933 року) увійшло до нової сільської гміни Баворів (Тернопільський повіт Тернопільського воєводства).
12 червня 2020 року, відповідно до розпорядження Кабінету Міністрів України № 724-р «Про визначення адміністративних центрів та затвердження територій територіальних громад Тернопільської області» увійшло до складу Великогаївської сільської громади.
19 липня 2020 року, в результаті адміністративно-територіальної реформи та ліквідації Тернопільського району, село увійшло до складу новоутвореного Тернопільського району.

## Населення
Згідно з переписом УРСР 1989 року чисельність наявного населення села становила 354 особи, з яких 154 чоловіки та 200 жінок.
За переписом населення України 2001 року в селі мешкало 315 осіб. 100 % населення вказало своєю рідною мовою українську мову.

## Релігія
- церква Введення в храм Пресвятої Богородиці (1780, мурована).

## Пам'ятники
Насипано символічну могилу УСС (1990-ті).

## Соціальна сфера
Працюють клуб, бібліотека, ФАП, торговельний заклад.

## Відомі люди

### Народилися
- педагог, громадський діяч Михайло Губчак.

## Галерея

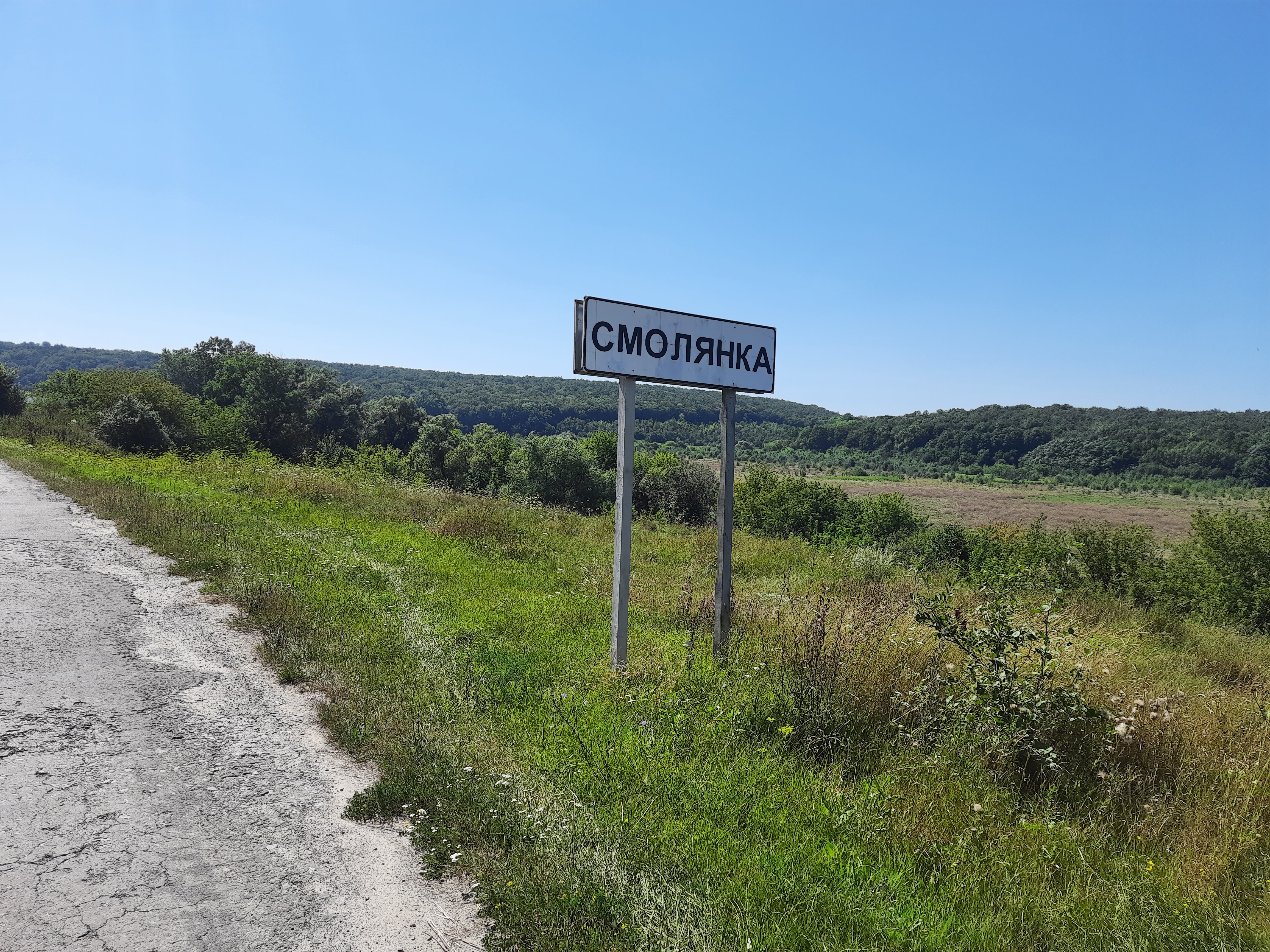
Дорожній знак при в'їзді в село
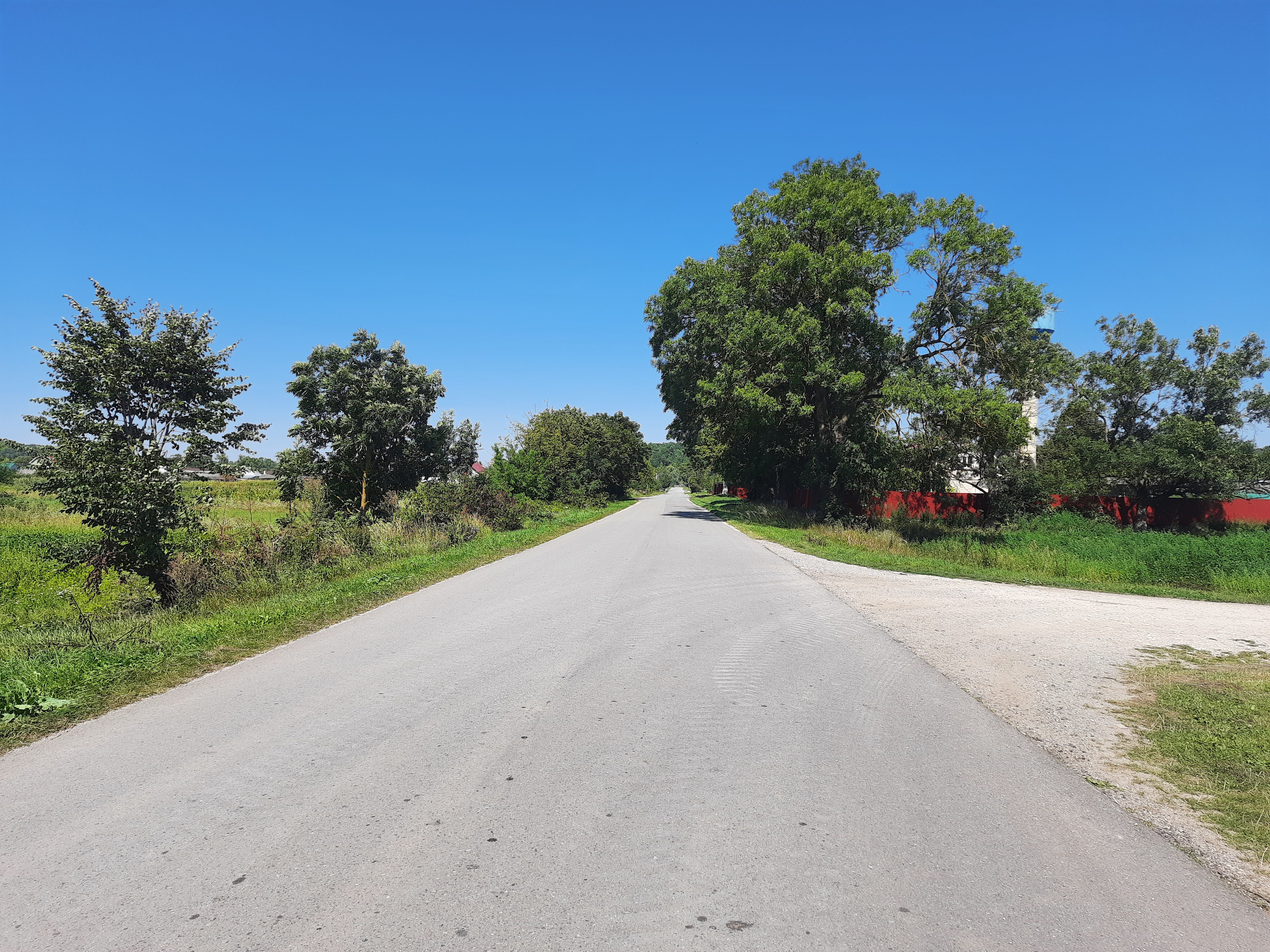
В'їзд у село
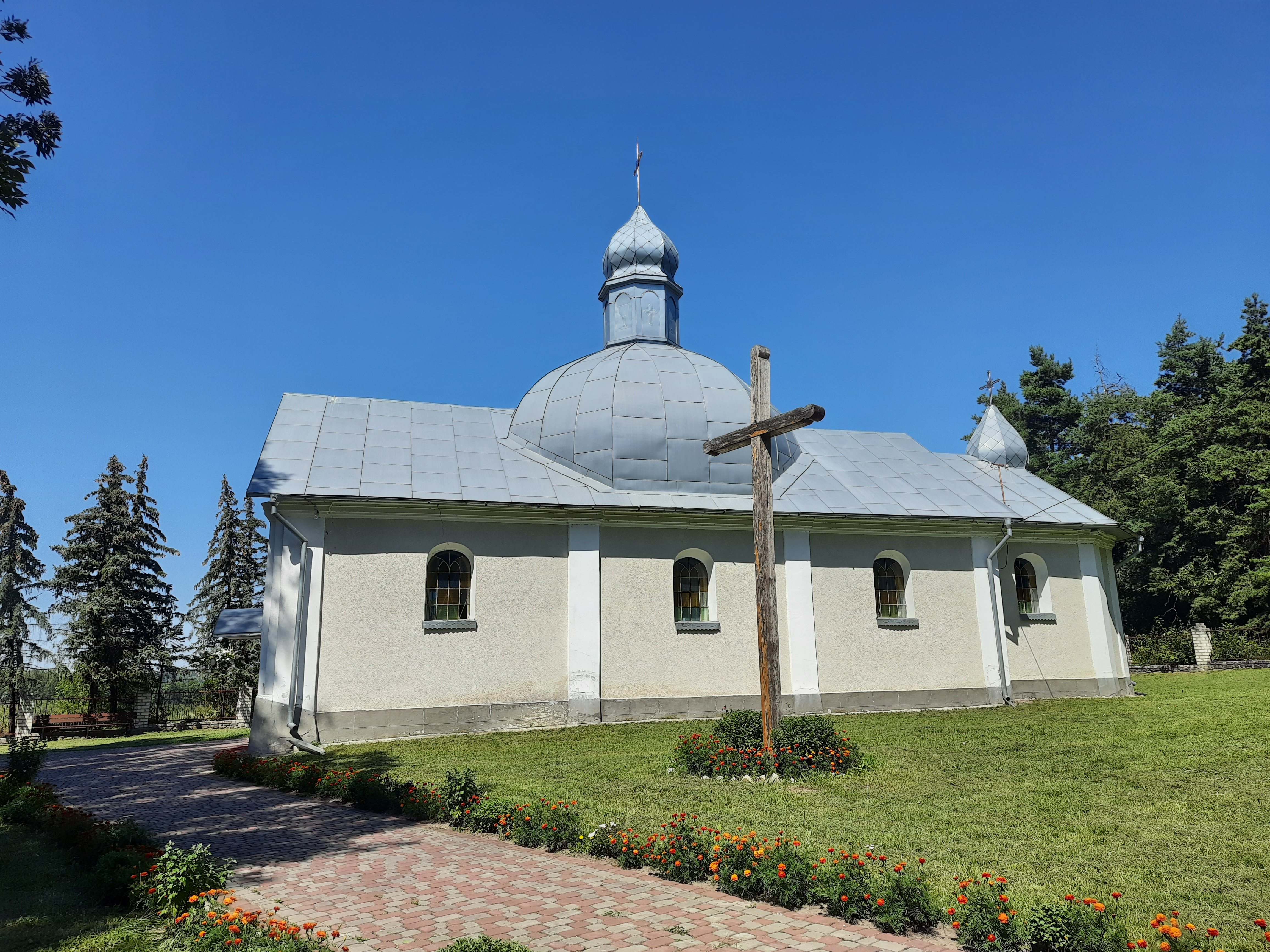
Церква Введення в храм Пресвятої Богородиці
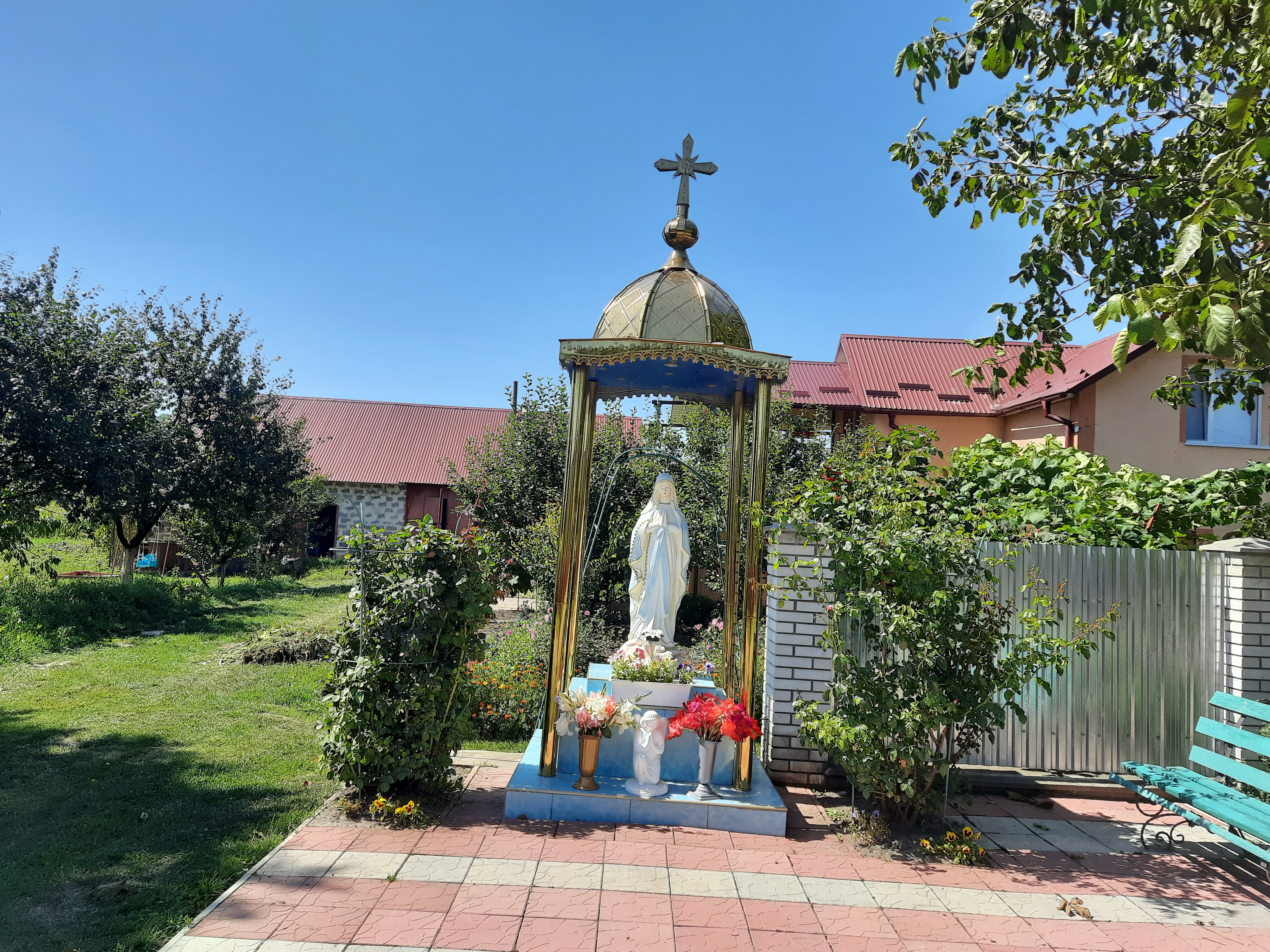
Статуя Божої Матері
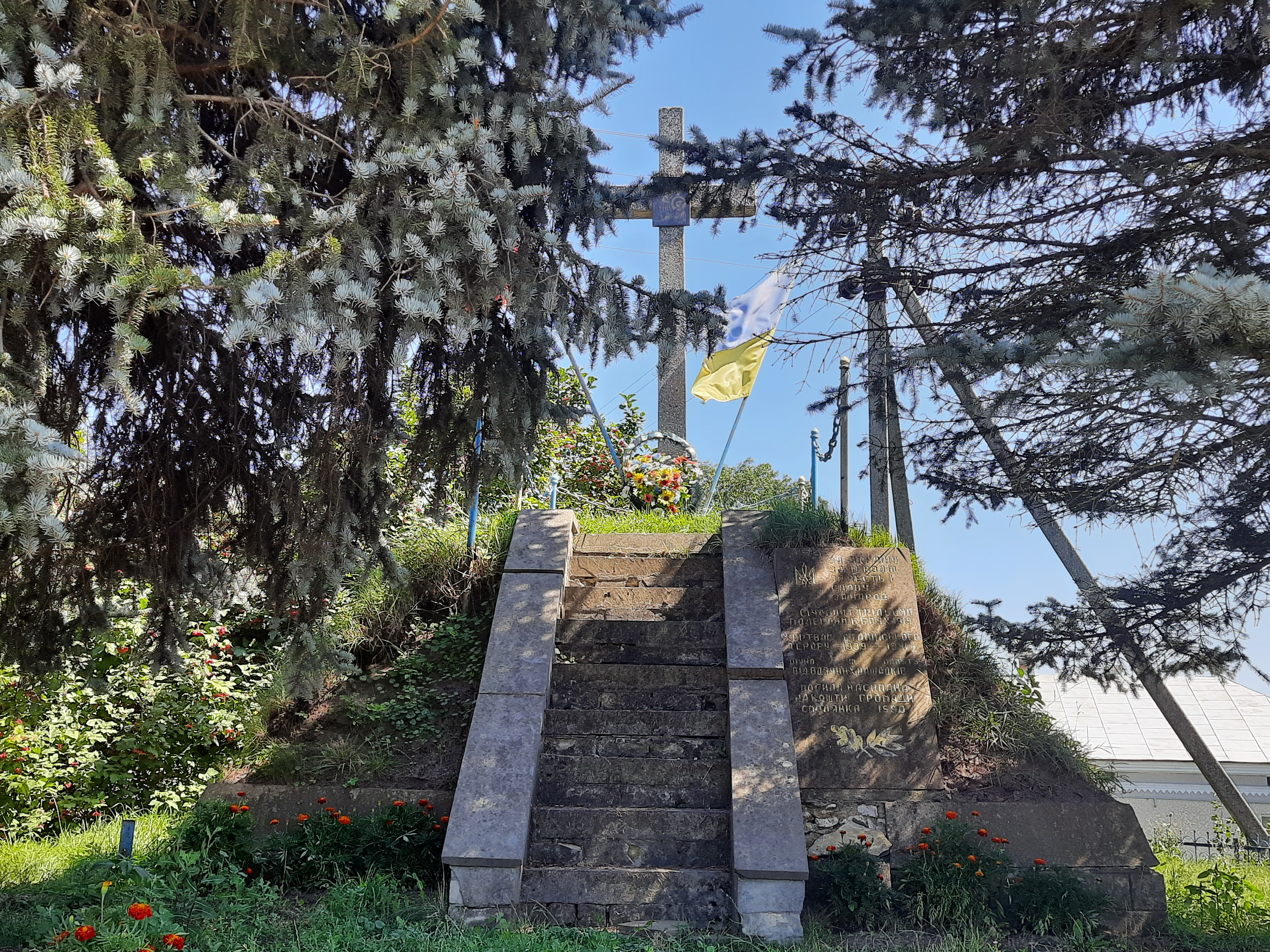
Символічна могила Борцям за волю України